# اوتنپیشتی
اوتَنَپیشتی (در نسخه مرجع حماسه گیلگمش) یا اوتا-ناایشتیم (در نسخه بابلی باستان حماسه (سیپار)) که به اوتنپیشتیم (به اکدی: 𒌓𒍣) نیز معروف است، یکی از قهرمانان طوفان بین‌النهرین باستان است. این شخصیت دارای نمونه‌های پیشین زیوسودرا (سومری) و آترام-هاسیس است که بر شخصیت پسین خود نوح در خاور نزدیک باستان تاثیرگذار بوده‌اند.
در حماسه گیلگمش، پیری فرزانه هست که در جزیره‌ای دوردست زندگی می‌کند و هدف غایی گیلگمش از سفر دراز خود، ملاقات با او است. پس از رسیدن گیلگمش به جزیره «اوتنپیشتی دوردست»، او داستان جاودانگی خود را تعریف می‌کند: خدایان تصمیم به نابودی بشر می‌گیرند. ائا، اوتنپیشتی را آگاه می‌کند تا کشتی‌ای بسازد و خود، خانواده‌اش، صنعتگران، حیوانات و ... را نجات دهد. طوفان از راه می‌رسد و سایر انسان‌ها به گِل تبدیل می‌شوند. در روز هفتم اوتنپیشتی دریچه را می‌گشاید. بوی خوش قربانی اوتنپیشتی خدایان را همچون مگس‌ها به سوی خود می‌کشاند. انلیل در پایان، زندگی جاودان به بازمانده طوفان و زنش می‌بخشد.
در نسخه متاخر (نسخه معیار)، اثری از سخنان و پند اوتنپیشتی هنگام گفتگوی شیدوری با گیلگمش دیده نمی‌شود. به نظر می‌رسد که شاعر نسخه معیار می‌خواسته است خردمندی را برای اوتنپیشتی نگاه دارد. پایان حماسه آترام-هاسیس پس‌زمینه خاتمه گفتار اوتنپیشتی در حماسه گیلگمش است. در واقع، فحوای کلام این تغییر با متن تازه به دست آمده «مرگ بیلگمس» تایید می‌شود. داستان «بزرگ شدن» گیلگمش، داستان خردمند شدن قهرمان است، خردمند به این معنا که جایگاه خود را در چینش الهی درمی‌یابد.
داستان «طوفان» بخشی از حماسهٔ اصلی نبوده است. این بخش از روایت مستقل نیست و منشا آن آترا-هاسیس است. داستان طوفان از این لحاظ مهم است که، اگر گیلگمش آن را بازنیاورده بود، گمشده بود. این داستان دانشی دربارهٔ وحشتناکترین رویداد تاریخ بشریت و بیانگر حقیقتی دهشتناک است: خدایان قادر به نابودی هستند و ممکن است هیچگاه نفهمید که چرا. مرد خردمند، گیلگمش، باید این را بداند.
خاتمهٔ حماسه در آخرین لوح، تکرار همان سرآغاز حماسه است. دو سطر پایانی لوح که حماسه با آنان خاتمه می‌یابد گرچه به نثر هستند، اما بخشی از روایت شعر حماسه محسوب می‌شوند. شاعر از آوردن آن در اینجا، آن هم برخلاف ساختار رایج شعر بابلی، پیامی برای خواننده داشته است. برای سال‌ها، آشورشناسان گمان می‌کردند که پایان شعر تنها درباره یادگار ماندگار گیلگمش (دیوارهای اوروک) است. اما به بخش نثر توجهی نشد که دربارهٔ شهر است. بخش‌های گوناگون شهر را توصیف می‌کند: بخش مسکونی شهر (زندگی خانوادگی و زاد و ولد)؛ تولید غذا؛ صنعت تولید و آخرین بخش، معبد است که نماینده زندگانی معنوی و روشنفکرانه است. گیلگمش به خانه برگشته است، او خسته و ساکن شده‌است. گیلگمش به همراهش (اور-شانابی) می‌گوید بر بالای دیوار اوروک برو و شهر را مشاهده کن. چه می‌بینی، زندگانی بشری را خواهی دید، پرده پایین می‌افتد و روایت خاتمه می‌یابد.
پیام شاعر چنین است: افراد به جستجوی فردی خود دست می‌زنند. باید با حقیقت زندگی بشری کنار بیایند که همان مرگ انسان است. اما زندگی بشری دیگری نیز هست که فردی نیست، و آن زندگی اجتماعی است. در تمدن مدرن است که بر جایگاه فرد و حقوق فرد تاکید می‌شود. در تمدن بابل بر ارزش‌های اجتماعی تاکید می‌شده است. شاعر می‌گوید فرد، یک‌روزه است که بدون بر جا گذاشتن اثری از بین می‌رود. اما زندگانی بشری که نمادش شهر است برای همیشه بر جا خواهد ماند.

## پیش‌زمینه
حماسه گیلگمش، یکی از متن‌هایی بود که کاتبان آشوربانی‌پال رونویسی می‌کردند. در کتابخانه آشوربانی‌پال احتمالا تا چهار مجموعه کامل از حماسه بر الواح گلی نوشته شده بود. پس از غارت نینوا توسط اتحاد مادها و بابلی‌ها در ۶۱۲ پیشا دوران مشترک، رونوشت‌های این حماسه، همانند سایر الواح، بر کف کاخ‌های پادشاهی تکه‌تکه باقی ماندند و تا ۲۵۰۰ سال پس از آن یافت نشدند.
نخستین بار در سالهای ۱۸۵۰ و ۱۸۵۳، آستن هنری لایارد و دستیارش هرمزد رسام الواح را در کتابخانه‌های شاهی نینوا کشف کردند. آن دو، حفاری را در کاخ سناخریب (پدربزرگ آشوربانی‌پال) که نامش «کاخ بی‌هماورد» بود، آغاز کردند. سه سال پس از آن، رسام از سوی موزه بریتانیا بازگشت و گنجینه دوم را در کاخ آشوربانی‌پال («کاخ شمالی») پیدا کرد. لایارد خود قادر به خواندن خط میخی نبود.
شانزده سال پس از آن، جرج اسمیت آغاز به خواندن لوح‌ها کرد و تا سال ۱۸۷۲ بسیاری از آنان را دسته‌بندی کرد. یکی از این گروه‌ها را «شعر ایزدوبار» نامید که همان حماسه گیلگمش است، نام قهرمان تا سال ۱۸۹۹ به اشتباه خوانده می‌شد. ترجمه اسمیت بازتاب گسترده‌ای داشت چون در شعر داستانی از طوفان نیز آمده بود که بسیار به داستان نوح در سفر پیدایش شبیه بود.
به عقیده اندرو جرج، حماسه گیلگمش از یک صد سال پیش که نخستین ترجمه‌های مدرن آن منتشر شد، در جایگاه یکی از آثار اصلی ادبیات جهان قرار گرفت. یکی از موضوعات اصلی در این حماسه، «ترس از مرگ» است و داستان سنتی «طوفان» (روایت اوتنپیشتی در لوح XI نسخه معیار) به آن پیوسته‌ است. نسخه‌های مختلف گیلگمش بر روی لوح گِلی و به خط میخی نوشته و در شهرهای باستانی مختلف در بین‌النهرین، شام و آناتولی  پیدا شده‌اند.
قطعه‌های ادبی که داستان گیلگمش را روایت می‌کنند از دوره‌های مختلف و به زبان‌های گوناگون به دست آمده‌اند که می‌توان بر اساس زمان، مکان و زبان آنان را دسته‌بندی کرد. گروه اصلی (نسخه معیار)، به زبان اکدی هستند و به تمدن بابل و آشور در هزاره اول پیشا دوران مشترک تعلق دارند. این نسخه در همان زمان خود با واژگان آغازین («او که دریا را دید») شناخته می‌شده است. سایر گروه‌ها، قدیمی‌تر و به جز گروه آخر به زبان اکدی هستند. گروه دوم، متن‌های نیمه اول هزاره دوم پیشا دوران مشترک (دوره بابلی باستان) هستند. گروه سوم تکه‌هایی هستند که به تمدن بابل در نیمه دوم هزاره دوم پیشا دوران مشترک (دوره بابلی میانه) تعلق دارند. گروه چهارم، متعلق به همان زمان گروه سوم هستند اما خارج از تمدن بابل (شام و آناتولی) به دست آمده‌اند. گروه پنجم، نسخه‌هایی به زبان سومری هستند که توسط شاگردان کاتبی در تمدن بابل (قرن هجدهم پیشا دوران مشترک) نوشته شده‌اند.
داستان طوفان در لوح XI به حماسه گیلگمش، پیوند زده شده‌است. پیش از آن، در اساطیر بین‌النهرین باستان، داستان آفرینش زیوسودرا و حماسه آفرینش آترام-هاسیس وجود دارند. نسخه‌هایی که از زیوسودرا به دست آمده‌است، چندان قابل خواندن نیستند اما الواح آترام-هاسیس بخش بیشتری از این روایت را روشن کرده‌اند. این حماسه اثری از اواخر ادبیات بابلی باستان است که تاریخ بشریت را از آفرینش تا طوفان بازگو می‌کند. روایت همین متن از «طوفان» است که شاعر «گیلگمش» به عنوان منبعی برای روایت خودش از اسطوره «طوفان» به کار برده‌است. این روایت همچنین الگویی مهم برای داستان «طوفان نوح» در «کتاب مقدس» می‌شود. نخستین سطر با «وقتی که خدایان انسان بودند»، آغاز می‌گردد.
روایت طوفان در کتاب مقدس، توصیف‌گر آغازی دوباره است. در این داستان، عهدی در بین خدا و انسان بسته می‌شود. خدا، انسان‌ها را در وضعیت ناکاملشان می‌پذیرد و از نابودی انسان در آینده خودداری می‌کند. این روایت با داستان طوفان در حماسه گیلگمش در برخی از مشخصه‌ها اشتراک دارند، از جمله ساختن کشتی و بر کوه نشستن، دریافت هشدار، بازمانده طوفان و قربانی اما تاکید هر یک بر موضوعی متفاوت است. در داستان گیلگمش، انسان پست‌تر از خدایان است و نجات اوتنپیشتی از طوفان هیچ پیامدی برای سایر انسان‌ها در بر ندارد. در تضاد با آن، در سفر پیدایش، عهدی بر سر حفاظت با همه بشریت بسته می‌شود.
اووید، شاعر رومی، در اثر اصلی‌اش (دگردیسی‌ها) بخشی را به طوفان بزرگ اختصاص داده است. نام قهرمان دئوکالیون است و این داستان، تنها داستان طوفانی است که در فرهنگ یونانی و رومی به دست آمده است. به نظر می‌رسد این روایت از طوفان به واسطه شخصیت پرومته با روایت‌های بین‌النهرینی در ارتباط بوده است. برخلاف بین‌النهرین که سیل‌های دوره‌ای در آن وجود داشت، محیط فیزیکی یونان چنین شرایطی نداشت.

### نام
نام اوتنپیشتی تفسیر مجددِ اکدی از زیوسودرا، «زندگی روزهای دور»، نخستین «قهرمان طوفان» بین‌النهرین است اما یک ترجمه مستقیم نیست و بیشتر به معنای «او زندگی یافت» است. او پسر «اوبار-توتو» نامیده می‌شود (در سطر شش لوح IX و سطر بیست و سه لوح XI (نسخهٔ بابلی معیار). طبق روایتی که در «فهرست پادشاهان سومری» آمده، اوبار-توتو، آخرین پادشاه پیش از طوفان توصیف شده‌است. در «رویدادنامه دودمانی» سلسله شوروپاک (شوروپاگ در بافت سومری) هم اوبار-توتو و هم پسرش را شامل می‌شود که در این متن خود او است که با نام سومری (زیوسودرا) آخرین پادشاه پیش از طوفان است. در اقتباس‌های هیتی و هوری، همتای او به نام اولو است که «مفرد اسمی مذکر ضمیر اکدی» است و می‌توان آن را به «او که آنجاست» یا «او که دور است» ترجمه کرد. با وجود آشنایی هیتی‌ها با آترا-هاسیس، جاودانگی اوتنپیشتی به عنوان پاداشی برای زنده ماندن از طاعون و نه طوفان توصیف شده‌است. همانند گیلگمش و هومبابا، نام اوتنپیشتی پس از مرگ سنت خط میخی به صورت غولی افسانه‌ای در کتاب کوان عبری نیز آمد؛ اگرچه نام او در هیچ بخشی از نسخهٔ آرامی این متن در قمران نیامده و تنها اشاره به او در قطعه‌های نسخهٔ پسین متن در تورفان شناسایی شده‌است.

## روایت

### لوح X بابلی معیار
این لوح دارای ۳۲۲ سطر است. سطر ۱۸۴ با نام اوتَنَپیشتی آغاز می‌شود و او نظاره‌گر گیلگمش در دور دست است. با خود می‌گوید چرا افراد سنگی بر قایق نیستند و بیگانه‌ای در آن است؟ پس از گام گذاشتن گیلگمش بر ساحل از وی می‌پرسد چرا و چگونه به آنجا رسیده و پس از پاسخ طولانی و پرتکرار گیلگمش درباره مرگ انکیدو توصیه و مشاورت را به او آغاز می‌کند. درباره آن می‌گوید که مرگ سرنوشت انسان است و از روزی که خدایان آنوناکی همراه با مامیتوم انسان را آفریدند، یاد می‌کند.

#### خلاصه
انسان چون نی در نیزار می‌شکند!

مرد جذاب جوان، زن زیبای جوان،

در بهار جوانی، مرگ می‌رباید آنها را!

 (سطر خالی)

هیچ‌کس «مرگ» را نمی‌بیند، 

هیچ‌کس چهره «مرگ» را نمی‌بیند،

هیچ‌کس آواز «مرگ» را نمی‌شنود،

«مرگ» وحشیانه درو می‌کند.

شیدوری میخانه‌داری است که بر کنار ساحل دریا زندگی می‌کند. وسایلش از طلاست، سر او پوشیده‌است و خود نیز در پرده است. گیلگمش از راه می‌رسد، پوستین بر تن دارد و هولناک است. از خدایان است اما قلبش از اندوه انباشته است. چهره‌اش گواهی می‌دهد از راه درازی آمده‌است. میخانه‌دار او را از دور می‌بیند، در را مسدود می‌کند و بر بام می‌رود. گیلگمش تهدید می‌کند که با خشونت وارد خواهد شد. میخانه‌دار درباره سفر می‌پرسد. گیلگمش از خود و انکیدو، سفر به کوه‌ها، کشتن نرگاو آسمان، کشتن هومبابا در جنگل سدر و کشتن شیران می‌گوید. میخانه‌دار درباره حال نزار گیلگمش می‌پرسد. گیلگمش در سخنانی طولانی از عشق خود به انکیدو و مرگ دوستش می‌گوید، از ترسی که بر دلش افتاده است؛ در پایان، راه رسیدن به اوتَنَپیشتی را از وی باز می‌جوید. میخانه‌دار پاسخ می‌دهد که عبور از اقیانوس بسیار پرمخاطره و غیرممکن است و جز خدای خورشید کسی نمی تواند از آن عبور کند. در میانه راه «آب‌های مرگ» قرار دارند که راهِ پیش را بسته‌اند. او نشانی قایقران اوتنپیشتی که نامش اور-شانابی است و همراهانش («افراد سنگی») را به گیلگمش می‌دهد.

همیشه خانواده‌هایمان را می‌سازیم،

همیشه آشیان‌هایمان را درست می‌کنیم،

همیشه برادران مرده‌ریگ‌شان را بخش می‌کنند،

همیشه دشمنی در سرزمین سر بر می‌آورد.

همیشه رود بر می‌خیزد و بر ما طوفان می‌آورد،

یک‌روزه بر آب شناور است.

بر سیمای خورشید رخسارش خیره می‌گردد،

و ناگهان دیگر هیچ!

گیلگمش پس از شنیدن سخنان شیدوری، به اور-شانابی و افراد سنگی هجوم می‌برد. بر سر اور-شانابی ضربه می‌زند و او را بر زمین می‌اندازد. گیلگمش «افراد سنگی» را که خدمه کشتی بودند با خشم از بین می‌برد و در رودخانه می‌اندازد. برفراز سر اور-شانابی می‌ایستد. اور-شانابی نامش را می‌پرسد. گیلگمش خود را معرفی می‌کند. اور-شانابی نیز همان پرسش‌های شیدوری را از وی می‌کند و گیلگمش همان پاسخ‌ها را بازگو می‌کند. از عشق خود به انکیدو می‌گوید و از ترسی که بر دلش افتاده است. اور-شانابی به او یادآوری می‌کند که خود راه گذر خویش را بسته است زیرا «افراد سنگی» از میان رفته‌اند و درخت کاج آماده نشده است. به گیلگمش می‌گوید به جنگل برود و سیصد تیرک برای کرجی آماده کند. پس از آماده شدن تیرک‌ها به راه می‌افتند و پس از سه روز به «آب‌های مرگ» می‌رسند. با راهنمایی اور-شانابی، گیلگمش تیرک‌ها را برای رانش کشتی به کار می‌برد. زمانی که تیرک‌ها تمام می‌شوند آن دو پیراهن خود را بر دست می‌گیرند تا در نقش بادبان کشتی باشند.

ربوده و مرده، چه سرنوشت یکسانی دارند!

اما همانند «مرگ» هیچگاه تصویر نگشته است،

هرگز در سرزمین مرده خوشامد نگفت.

 (سطر خالی)

آنوناکی‌ها، خدایان بزرگ، گرد هم آمدند،

مامیتوم، سرنوشت‌ساز، تقدیر با ایشان بر جای کرد:

«مرگ» و «زندگانی» را، هر دو، بنا نهادند، 

اما روز «مرگ» را آشکار نکردند.

اوتنپیشتی از دور گیلگمش را می‌بیند و تعجب می‌کند. گیلگمش به اسکله نزدیک می‌شود. اوتنپیشتی همان پرسش‌های شیدوری و اور-شانابی را از وی می‌کند و گیلگمش همان پاسخ‌ها را می‌دهد. از عشق خود به انکیدو می‌گوید و از ترسی که بر دلش افتاده است. گیلگمش در ادامه از رنج سفر خود می‌گوید و از اوتنپیشتی می‌خواهد رنج او را به پایان رساند.
اوتنپیشتی از گیلگمش شکایت می‌کند و او را با احمقان مقایسه می‌کند.

### لوح XI بابلی معیار
در لوح XI نسخه مرجع بابلی حماسه، از همان سطرهای آغازین روایت داستان از سوم شخص تغییر می‌کند و داستان طوفان از زبان اوتنپیشتی بیان می‌شود. تعداد سطرهای این لوح، ۳۲۸ است. پس از هشت سطر نخست که سخنان گیلگمش است، روایت طوفان اوتنپیشتی آغاز می‌گردد و تا سطر ۲۰۶ ادامه می‌یابد و از آنجا نیمه پایانی لوح آغاز می‌شود.

#### خلاصه

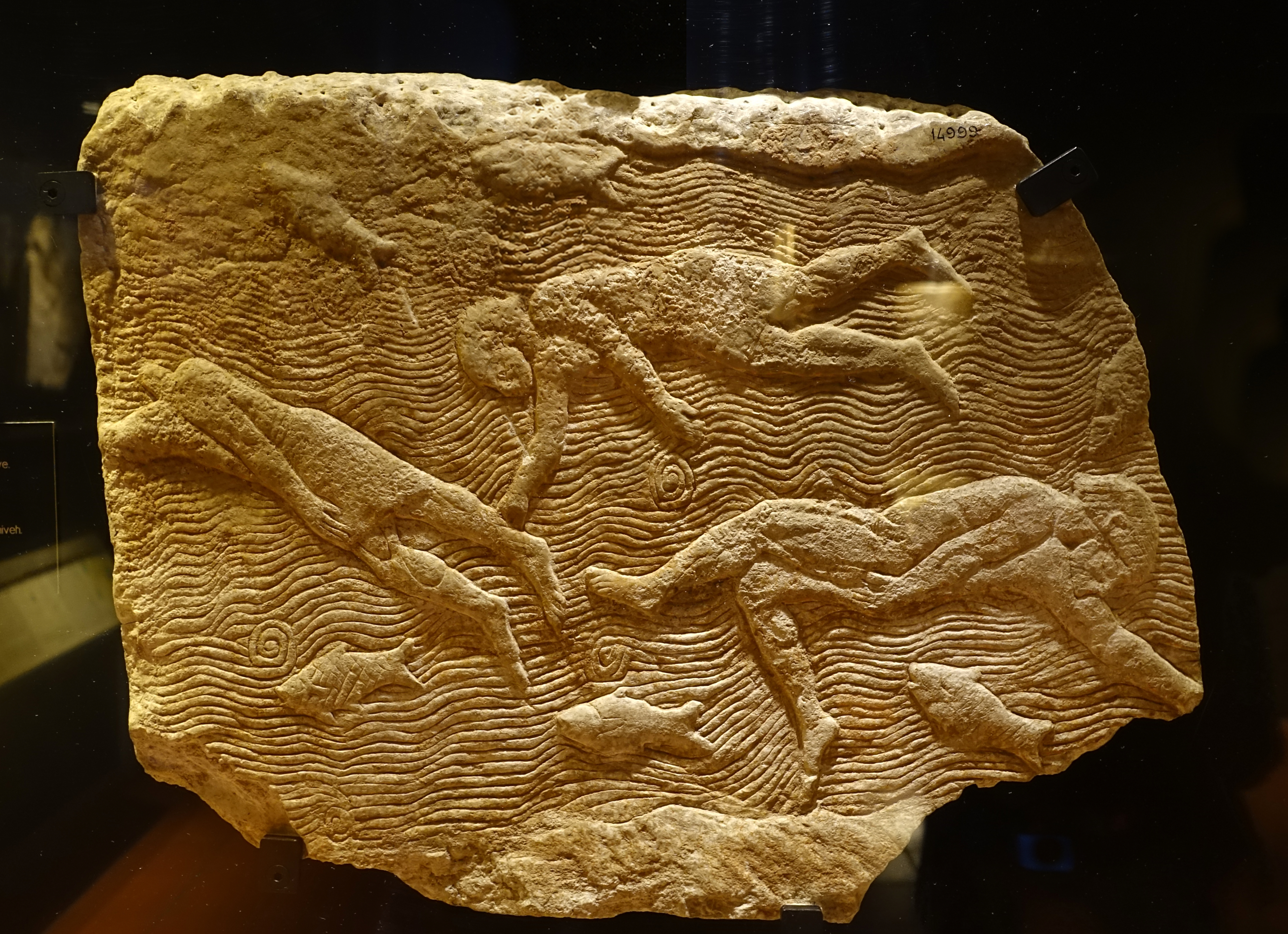
«خود آنان را به دنیا آوردم، اینها مردمان منند! و اکنون، همچون ماهی‌ها، اقیانوس را پر کرده‌اند!» برجسته‌کاری از کاخ آشوربانی‌پال

گیلگمش به «اوتَنَپیشتی دوردست» می‌گوید قصد داشتم به زور متوسل شوم. چگونه به زندگی جاودان دست یافتی؟ اوتَنَپیشتی در پاسخ راز خدایان را به او می‌گوید. خبر از رویدادی در شهر شوروپاک بر کناره فرات می‌دهد، زمانی که خدایان در آن ساکن بودند. خدایان بزرگ تصمیم گرفتند «طوفان» نازل کنند. آنو، انلیل، نینورتا، اِنوگی. سوگند خوردند، ائا نیز با آنها سوگند خورد اما کلامشان را برای دیواری از نِی بازگفت «ای حصار نی، ای دیوار آجر! / بشنو ای حصار! توجه کن ای دیوار! ای مرد شوروپاک، پسر اوبار-توتو، / خانه را ویران کن و کشتی بساز! / ثروت رها کن و بقا طلب! / به مال پشت پا زن و زندگانی جو! دانه همه موجودات زنده را به عرشه کشتی ببر! / همگی اندازه‌های کشتی برابر باشند: /  طول و پهنا یکسان باشند، /  سقفی چون «اقیانوس پایین» بر آن بساز». اوتنپیشتی نگران از واکنش همشهریان خود است، ائا پاسخ می‌دهد به آنها نیز بگو «بی‌شک ایزد انلیل از من متنفر است. دیگر در شهرتان نمی‌توانم زندگی کنم، بر زمین انلیل دیگر نمی‌توانم گام گذارم. باید روانه «اقیانوس پایین» شوم تا با ائا سرورم زندگی کنم و او برایتان باران بسیار خواهد فرستاد: پرندگان فراوان، ماهی سرشار، محصولتان پربرکت خواهد بود. صبحگاه برایتان نان-کیکی خواهد بارید و عصرگاه سیلی از گندم». در نخستین کورسوی سپیده‌دم، کارکنان برای ساختن کشتی در دروازه آترا-هاسیس گرد می‌آیند و پس از پنج روز بدنه کشتی ساخته می‌شود. اوتنپیشتی برای کارگرانش روزانه گاو و بره می‌کشد؛ آبجو، اِیل، روغن و شراب فراوان فراهم و جشنی چون روزهای «سال نو» برایشان برگزار می‌کند. کشتی را به آب می‌اندازند و اوتنپیشتی هر آنچه در تملک خود دارد را به کشتی می‌برد: همه نقره‌ها، همه طلاها، همه موجودات زنده، خانواده و خویشاوندان، جانوران زمین، موجودات وحش و افرادی از هر هنر و صنعت.

حتی خدایان را وحشت از «طوفان» فرا گرفت،

صحنه را ترک و به آسمان آنو رفتند،

چونان سگ به گوشه‌ای باز خزیدند.

الهه فریاد کشید چونان زنی در حال زایمان،

بلت-ایلی، او که صدایش بس شیرین است:

روزگار کهن به گِل نشست،

زیرا در جمع خدایان، شریر سخن گفتم.

چگونه توانستم در جمع خدایان، شریر سخن گویم.

و جنگ خواهم برای نابودی مردمم؟

خود آنان را به دنیا آوردم، اینها مردمان منند!

و اکنون همچون ماهی، اقیانوس را پر کرده‌اند!

اوتنپیشتی به کشتی می‌رود و خود دریچه را می‌بندد. در نخستین کورسوی سپیده‌دم، ابری تیره و سیاه در افق پدیدار می‌شود و خدای طوفان در میانش غرش‌ می‌کند. «شولات و هنیش در پیش او بودند، سریرش را برفراز زمین و کوه می‌آوردند. ایزد «اراکال» تیرک‌های مهار را از بیخ می‌کند، نینورتا، در حال گذر، آب‌بندها را سرریز کرد. خدایان آنوناکی مشعل‌های آتش آوردند، سوزاندند سرزمین را با برقهای درخشان. آرامش «خدای طوفان» گذشت بر آسمان، و هر آنچه روشن بود سپس به تاریکی تبدیل شد.» طوفان از راه رسید، همچون نبرد بر سر مردم آوار گشت. انسان، دیگری را در میانه ویرانی باز نمی‌شناخت. حتی خدایان را وحشت از طوفان فرا گرفت. صحنه را ترک و به آسمان آنو پناه بردند، چونان سگ به گوشه‌ای خزیدند. الهه (ایشتار) فریاد کشید: «روزگاران کهن به گِل نشست. زیرا در جمع خدایان، شریر سخن گفتم. چگونه توانستم شریر سخن گویم در جمع خدایان و اعلان جنگ کنم برای نابودی مَردمم؟ خود آنان را به دنیا آوردم، اینها مردمان منند! و اکنون همچون ماهی، اقیانوس را پر کرده‌اند!» خدایان آنوناکی همراه با او می‌گریستند. لبها خشکیده از تب همراه با او می‌گریستند. شش روز و هفت شب باد و طوفان زمین را صاف کرد. اما روز هفتم فرا رسید، باد آرام یافت، طوفان پایان یافت. انسانها به گل تبدیل گشته بودند. اوتنپیشتی دریچه را می‌گشاید، نور خورشید بر صورتش می‌افتد. زانو می‌زند و گریه می‌کند. در چهارده مکان، جزیره‌ای سر بر می‌آورد. کشتی بر کوه نیموش می‌نشیند. روز هفتم فرا می‌رسد. «کبوتری آوردم، رهایش کردم. رفت ولی سپس برگشت. جایی برایش نبود که سکنی گزیند، پس به من برگشت. پرستویی آوردم، رهایش کردم. رفت ولی سپس برگشت. جایی برایش نبود که سکنی گزیند، پس به من برگشت. غرابی آوردم، رهایش کردم. غراب رفت، آبها را دید که فروکش می‌کنند. آذوقه‌ای یافت و برنگشت.» پیشکشی می‌آورد، قربانی می‌کند و کندر بر قله کوه می‌نهد. خدایان به دنبال بوی، چون مگس‌ها بر دور انسانی که قربانی می‌کرد، گرد آمدند . ایشتار انلیل را ملامت می‌کند. انلیل، خشمگین از راه می‌رسد، نینورتا ائا را متهم کرد. ائا عمل انلیل را محکوم می‌کند. انلیل به عرشه کشتی می‌آید، در میان اوتنپیشتی و زنش می‌ایستد تا بیامرزد: در گذشته اوتنپیشتی انسانی فانی بود، اما اکنون او و زنش چون ما خدایان گردند! اوتنپیشتی در دوردست اقامت خواهد کرد، جایی که رودها به پیش روانند! پس به دوردست بردند مرا، و بر جای گذاشتند در جایی که رودها به پیش روانند.
اوتنپیشتی به گیلگمش می‌گوید که اما اکنون برای تو چه کسی جمع خدایان را گرد آورد تا به آن زندگانی که خواهی، دست یابی؟ شش روز و هفت شب، چشم بر هم نگذار! به محض گفتن، گیلگمش را خوابی چون مه فرا گرفت. اوتنپیشتی به زنش گفت انسان فریبکار است، فریبت خواهد داد. برایش هر روز یک قرص نان بپز و بر سرش بگذار. روزهایی که خواب است را بر دیوار نقش کن. گیلگمش هفت روز می‌خوابد و پس از آن اوتنپیشتی بیدارش می‌کند.
گیلگمش می‌گوید نمی‌داند به کجا رود و چه کند. هر جا می‌رود مرگ را می‌بیند. اوتنپیشتی، اور-شانابی را لعن و طرد می‌کند و به قایقران دستور می‌دهد تا پس از شستشو، جامه نو بر تن گیلگمش کند و با او به اوروک برگردد. این جامه، کهنه نمی‌گردد و نو باقی خواهد ماند. کارها انجام می‌شود و آن دو بر قایق سوار می‌شوند. زن اوتنپیشتی به او توصیه می‌کند برای سفر بازگشت، هدیه‌ای به گیلگمش دهد. اوتنپیشتی نشان گیاهی را به او می‌دهد که بازجوانش خواهد کرد. به محض شنیدن، گیلگمش سنگ‌های سنگین بر پا می‌بندد و به قعر «اقیانوس پایین» می‌رود. پس از به دست آوردن گیاه، سنگ را از پا باز می‌کند و به ساحل می‌آید. گیلگمش به اور-شانابی می‌گوید گیاه را به اوروک خواهد برد و بر پیرمردی آزمون خواهد کرد.
به سوی اوروک باز می‌گردند. گیلگمش برکه‌ای می‌یابد، برای شستشوی خود به آن فرو می‌رود. بوی خوش گیاه به مار می‌رسد، آرام می‌‌آید و گیاه را ‌می‌برد. در راه پوست می‌اندازد. گیلگمش همه چیز را از دست رفته می‌بیند، «شیر زمین» تنها دستاوردش را از او گرفته است.  گیلگمش می‌داند که هرگز جایگاه گیاه را باز نخواهد یافت.

### لوح احتمالا از سیپار (بابلی باستان)
متن این لوح نسخه بابلی باستان، با الواح X و XI بابلی معیار همپوشانی دارد و در آن نامهای سورسونابو (به جای اور-شانابی) و اوتا-ناایشتیم (به جای اوتنپیشتی) آمده است. گفتار شیدوری با گیلگمش نیز در این لوح کاملتر است و سخنانی بسیار شبیه به مشاورتهای اوتنپیشتی در آن از زبان شیدوری نیز بیان می‌شود:
زندگی که در پی آنی هرگز نخواهی یافت:

هنگامی که خدایان انسان را خلق کردند، 

مرگ را به انسان بخشیدند، 

زندگی را برای خود نگاه داشتند. 

اما تو، گیلگمش، بگذار شکمت پر باشد، 

خوش گذران همیشه شب و روز! 

شادی کن هر روز، 

برقص و بازی کن روز و شب! 

لباس‌هایت تمیز باشند، 

سرت شسته باشد، آبتنی کن! 

چشم بدوز به کودکی که دستت را نگاه داشته، 

بگذار همسرت بارها در آغوشت لذت ببرد!
این متن یکی از بازتاب‌های بی‌مرگی خداییان در بین‌النهرین و بن‌مایهٔ آن یادآور کتاب جامعه است. متن‌های اوگاریتی نیز در خود عموما همین مفهوم بی‌مرگی خدایان را دارند. گیلگمش یادآوری می‌کند که خداییان در مسالهٔ زندگی و مرگ با انسان‌ها متفاوتند.

### سایر
بر روی لوح «نقشه جهان» بابلی، در دو سطر آخر به سه قهرمان اسطوره‌ای اشاره می‌شود که یکی از آنها اوتنپیشتی است.

## پیوست شدن داستان طوفانآترا-هاسیس
اکثرا تصدیق می‌شود که داستان «طوفان» بخشی از حماسهٔ اصلی نبوده است. روایت طولانی لوح XI نه فقط جریان گفتگوی اوتنپیشتی و گیلگمش را دچار اختلال می‌کند بلکه روند انتقال روان و طبیعی را (از نقطه‌ای که اوتنپیشتی به گیلگمش دربارهٔ جمع خدایان در پس از طوفان می‌گوید (در پایان لوح X) تا تجاهل‌العارف اوتنپیشتی) از بین می‌برد. داستانی که در اینجا گفته می‌شود مستقل نیست و منشا آن آترا-هاسیس است.
معمولا بر این مسئله نیز توافق وجود دارد که شخصی که داستان طوفان را اضافه کرده همان فردی است که سرآغاز را نوشته است. او به «دانش روزهای پیش از طوفان» علاقه روشنی دارد، همان دانشی که گیلگمش آن را بازآورد. او همچنین در سرآغاز از مسائل رازآلودی نام می‌برد که گیلگمش آشکار کرد، یکی‌شان داستان طوفان است. اگر شاعر-ویرایشگر همان شخصی نباشد که که داستان را افزوده است، بی‌شک او است که خواننده را به سوی این داستان می‌برد و بر اهمیت آن تاکید می‌کند.
در جهان دانشورانهٔ سین-لقی-اونینی داستان طوفان قطعا از این لحاظ مهم است که، اگر گیلگمش آن را بازنیاورده بود، گمشده بود. این داستان صرفا هر دانشی نیست بلکه دانشی دربارهٔ وحشتناکترین رویداد تاریخ بشریت است. دانشی دربارهٔ حقیقتی دهشتناک است: خدایان قادر به نابودی هستند و ممکن است هیچگاه نفهمید که چرا. مرد خردمند، گیلگمش، باید این را بداند.

### گذر از اقیانوس و دیدار با قهرمان طوفان
آخرین کار برجستهٔ گیلگمش در حماسه، گذر از اقیانوس در انتهای جهان است که منجر به دیدار با اوتنپیشتی و پایان جستجوی وی می‌شود. بنا بر سرآغاز قدیمی که در نسخهٔ بابلی معیار تعبیه شده است، گیلگمش بازگشت تا معابد و آیین‌هایی را که در اثر طوفان از بین رفته بودند، اعاده کند. مرگ بیلگمس یکی از قدیمی‌ترین شواهدی است که برای دیدار گیلگمش با اوتنپیشتی وجود دارد. در این متن، سفر به جنگل سدر و سفرِ حتی طولانی‌تر برای یافتن قهرمان طوفان، به یادماندنی‌ترین دستاوردهای گیلگمش ذکر می‌شوند. در یک سنت، این دو کار برجسته در توالی یکدیگر قرار داشتند و حتی بخشی از سفری واحد به دورترین نقطه در شرق بودند. از این دیدگاه می‌توان نگاهی دوباره به سطرهای آغازین بیلگمس و هوواوا (الف) انداخت و «فرد زنده» را نه اشاره‌ای به هومبابا بلکه نشانگر قهرمان طوفان دانست. در یک سنت، بیلگمس و هوواوا (الف) به دنباله‌ای برای بیلگمس و جهان زیرین تبدیل شد. در نتیجه، انگیزهٔ گیلگمش از سفر به «سرزمین فرد زنده»، گریز از سرنوشت شوم بشر (مرگ) است. شباهت به حماسهٔ بابلی مشخص است: گیلگمش مصمم به یافتن اوتنپیشتی شد چون مرگ انکیدو ترس از مرگِ از پا درآورنده‌ای را در او ایجاد کرد.
در مرگ بیلگمس، شاعر علاوه بر آنچه گفته شد، بازگرداندن دانشی از زیوسودرا را به گیلگمش منسوب می‌کند که حاوی ایده‌آل‌های آیینیِ پیش از طوفان است. این دیدگاه با سرآغاز حماسه موافقت دارد که بنا بر آن از قهرمانی تجلیل می‌شود که معابد را دوباره بنا کرد و آیین‌هایی را که پس از فاجعه نابود شده بودند، دوباره رواج داد (نسخهٔ بابلی معیار، لوح I، سطر ۴۲ تا ۴۴). سنتی که گزارش شد منطبق با ایده‌ای باستانی است که پس از طوفان دوره‌ای از بربریت ایجاد شد. دوره‌ای که پیش از آنکه پادشاهی دوباره در سرزمین ایجاد شود، فقدان حکومت برای جامعهٔ بشری خسارت‌آور بود. حتی پس از آنکه کارکردهای سلطنتی بازگشتند، تنها بزرگترینِ پادشاهان بود که پس از مدت‌ها توانست نظم پیش از طوفان را ایجاد کند، آن هم به این خاطر که خود قهرمان طوفان او را تعلیم داد.

## تفسیر
پس از مرگ انکیدو، گیلگمش همه مسوولیت‌هایش را کنار می‌گذارد تا به هدف شخصی خود برسد. او که هنوز خردمند نشده است، به جهان وحش می‌رود و هر جا توصیه و مشورتی را می‌شنود، نادیده می‌گیرد. هنوز پیش از فکر کردن دست به اقدام می‌زند. هنگامی که بر کنارهٔ اقیانوسی که جهان را احاطه کرده است به میخانهٔ شیدوری خردمند می‌رسد، او را تهدید به خشونت می‌کند تا دریابد چگونه به مسیرش باید ادامه دهد. پس از راهنمایی‌های او، برای رسیدن به اور-شانابی (قایقران اوتنپیشتی) زمانی که به «افراد سنگی» می‌رسد، آنان را خرد می‌کند. با انجام این کار، سفر خودش را سخت‌تر می‌کند. تنها زمانی که گیلگمش به قلمروی قهرمان طوفان در آنسوی اقیانوس کیهانی پای می‌گذارد است که شروع به کنار گذاشتن غریزهٔ خشونت خود می‌کند. او حتی در ابتدا می‌پذیرد که به زور بازو می‌خواسته است که راز اوتنپیشتی را به دست آورد:
کاملاً مصمم بودم با تو بجنگم،

اما اکنون در حضورت دستم آرام گرفته است.
قلمروی اوتنپیشتی به گونه‌ای مکانی جادویی است، زیرا به نظر می‌رسد گیلگمش پس از رسیدن به آنجا، روش‌های خود را اصلاح می‌کند. نشانهٔ تغییری که در گیلگمش روی می‌دهد، جامه‌ای جادویی است که اوتنپیشتی به او می‌دهد تا به اوروک برگردد؛ این جامه ناپاک نمی‌شود. پوشاک جدید نماد وضعیت ذهنی جدید گیلگمش است و یادآور هم نصیحت شیدوری و هم کتاب جامعه است.
دیدار با اوتنپیشتی، تلخی ناامیدکننده‌ای برای گیلگمش دارد. اوتنپیشتی ابرانسانی که گیلگمش پنداشته بود نیست بلکه انسانی معمولی است. در بخش «گیاه بازجوانی» حقیقت دیگری معلوم می‌شود. گیلگمش پس از خواب یک هفته‌ای خود متوجه می‌شود گریزی از مرگ ندارد و باید فناپذیری خود را بپذیرد. حمام می‌گیرد و جامهٔ نو بر تن می‌کند. او آماده است به اوروک برگردد، اوتنپیشتی و زنش به عنوان هدیه‌ای به او، خبر از «گیاه بازجوانی» به او می‌دهند. این گیاه او را جوان خواهد کرد و (به جز «طوفان») وجود آن دومین راز نهانی است که گیلگمش با خود بازمی‌گرداند. او گیاه را به دست می‌آورد اما در راه بازگشت با اورشانابی به شهر اوروک، وارد برکه‌ای خنک می‌شود. ماری آن را می‌رباید و پوست می‌اندازد. در اینجا، محدودیت‌های بشری‌اش به او خیانت می‌کنند. به گریه می‌افتد و داوری نهایی از سفر به آنسوی آبهای مرگ و به انتهای جهان در او شکل می‌گیرد: «باید باز می‌گشتم». نباید از مرگ فرار کرد و یا به دنبال فریب دادنش بود. مرد خردمند، گیلگمش، این را نیز باید بداند.

### مشاورت‌های اوتنپیشتی
جدا از جنگیدن برای خدایان در نبردها — نگاهبانی قانون و نظم در سرزمین با دفع دشمن و سرکوب دشمن داخلی — وظیفه اصلی پادشاه بابلی، نظارت بر  تعمیر و نگهداری مراکز آیینی خدایان و تضمین آن بود که انبوه از اغذیه و گنج باشند. در اسطوره‌ای دیگر (سرآغاز نیایشی که در مناسک مفصلی صورت می‌گرفت که برای ساختن و دوباره‌سازی معابد بابل بود)، ائا جهان را به گونه‌ای سازمان می‌دهد که آسایش خدایان در خانه‌هایشان تضمین شده باشد. برای انجام این کار، «پادشاه را برای آذوقه‌رسانی خلق می‌کند، انسان‌ها را برای نیروی کاری خلق می‌کند». با به یاد داشتن این مطلب است که می‌توان بخش دوم مشاورت اوتَنَپیشتی به گیلگمش را در لوح X (ll. 280ff) دریافت. این بخش از لوح شکستگی بسیار دارد اما جان کلام به نظر می‌رسد این است که همانگونه که ماه و صور فلکی («خدایان شب») گذر روزانه ماه و سال را تعیین می‌کنند، همانگونه نیز پادشاه باید پیش‌کش‌های معمول و مورد نیاز در معابد خدایان را به انجام رساند.
در حماسه، اوتَنَپیشتی در نقش انسان خردمند جوهری ظاهر می‌شود که اسرار عالم (معنای زندگانی) را می‌داند. هدف جستجوی طولانی و طاقت‌فرسای گیلگمش، رسیدن به او و دریافت دانش باستانی و منحصربفرد او است. مشاورت و داستان اوتنپیشتی نقطه اوج حماسه را شکل می‌دهد و در این نقطه از لوح‌های X و XI است که باید منتظر پیام شاعر به روشن‌ترین حالتش باشیم. جدا از وظیفه شاهان در آذوقه‌رسانی معابد، فرزانه پیر چه می‌گوید؟
نخست، اوتنپیشتی پادشاهان را در مقابل احمق‌ها قرار می‌دهد. منظور از احمق‌ها؛ ساده‌لوح‌ها، کودن‌ها و خرفت‌های روستایی است که در جامعه در دورترین جایگاه نسبت به پادشاهان قرار دارند. شاهان پوشیده در شکوه هستند و در ناز به سر می‌برند و اغذیه‌شان از بهترین‌هاست. احمق‌ها با هر آنچه برعکس سر می‌کنند. به نظر می‌رسد یکی از اشاره‌ها بر این است که گیلگمشِ ژنده‌پوش و سرگردان که گوشت خام می‌خورد، نه مانند یک پادشاه بلکه همچون یک احمق رفتار می‌کند. جستجوی وی، جستجوی یک نادان و مایه سرزنش است؛ کسی که برای پادشاهی به دنیا آمده‌است، باید همچون یک پادشاه رفتار کند.
اشاره دیگر بر این است که وظیفه پادشاهان است که به کسانی کمک کنند که از پس خودشان برنمی‌آیند. بخش دوم مشاورت اوتنپیشتی که تا اینجا توضیح داده شد، ترسیم‌کننده انتظارات خدایان از شاهان است. این کاری است که گیلگمش باید به جای سرگردانی در دنیای وحش انجام دهد: پرستاری از خدایان، اربابانش؛ و مردم، تابعانش.
قسمت سوم — و بی‌شک مهمترین قسمت — مشاورت اوتنپیشتی، گفتار او درباره زندگانی و مرگ و بیهودگی جستجوی گیلگمش برای جاودانگی است. در نسخه بابلی باستان، گیلگمش سخنرانی مشابه اما بسیار کوتاهتری را از شیدوری دریافت کرد. «زندگی که در پی آنی هرگز نخواهی یافت: / هنگامی که خدایان انسان را خلق کردند، / مرگ را به انسان بخشیدند، / زندگی را برای خود نگاه داشتند». این سخنان و پند در نسخه متاخر (نسخه معیار) در گفتگوی شیدوری با گیلگمش دیده نمی‌شوند. به نظر می‌رسد که شاعر نسخه معیار می‌خواسته است خردمندی را برای نقطه اوج و برای اوتنپیشتی نگاه دارد. آنگونه که اوتنپیشتی به ما می‌گوید، توزیع زندگانی و مرگ در جمع خدایان صورت پذیرفته است. این نیز ارجاع دیگری به اساطیر تاریخ نخستین بشر است.
پایان حماسه آترام-هاسیس پس‌زمینهٔ اساطیریِ نتیجه‌گیری گفتار اوتَنَپیشتی درباره زندگی و مرگ در حماسه گیلگمش است:
آنوناکی‌ها، خدایان بزرگ، گرد هم آمدند،

مامیتوم، سرنوشت‌ساز، تقدیر با ایشان بر جای کرد:

«مرگ» و «زندگانی» را، هر دو، بنا نهادند، 

اما روز «مرگ» را آشکار نکردند.
در واقع، بافتار این تغییر بااهمیت در سرنوشت بشر با متن تازه به دست آمده مرگ بیلگمس تایید می‌شود. انکی در گفتگو با شریک‌های خود، آنو و انلیل چنین می‌گوید:
پس از آنکه جمع «طوفان بزرگ» را فرو فرستاد،

زیوسودرا، یک فرد از بشریت، نجات یافت!

از آن زمان سوگند خوردیم که بشریت زندگی جاودان را نشاید.

### بیهودگی جستجو
تنها استثنای این سرنوشت جدید، بازمانده «طوفان» است که جاودان شده است و این موضوع (داستان «طوفان») موضوع ادامه آموزش‌های اوتَنَپیشتی به گیلگمش است. اما همانگونه که اوتنپیشتی خود به وی می‌گوید، جاودانگی در شرایط خاصی و برای یک‌بار روی داده و هرگز تکرار نخواهد شد. گیلگمش ممکن است به «راز خدایان» (دانش به آنکه چگونه اوتنپیشتی همراه خدایان «زندگی یافت») پی ببرد اما نمی‌تواند پا بر جای پای وی گذارد.
اوتنپیشتی برای تاکید بر پیام خود مبنی بر بیهودگی جستجوی گیلگمش، از وی می‌خواهد بر خواب (برادر جوانتر مرگ) غلبه کند؛ می‌داند که شکست خواهد خورد. پس از آن، فکر «گیاه بازجوانی» را در سر گیلگمش می‌اندازد و می‌داند که خودش آن را از دست خواهد داد. فقط مار است که سود خواهد برد. «اگر بازگشته بودم و قایق را در ساحل رها کرده بودم» با این واژگان گیلگمش غصه می‌خورد که اگر اصلا به دنبال اوتنپیشتی سفر نکرده بود، اوضاع بهتری داشت. حاصل او از سفر، تنها درک این حقیقت بی‌رحمانه بود که ناقص و فانی است. او به توانایی‌های خود آگاه می‌شود، به سرنوشت خود قانع می‌گردد و خردمند می‌شود. در سرآغاز آمده «راه درازی آمد، فرسوده بود، آرامش یافت.» داستان «بزرگ شدن» گیلگمش، در واقع داستان خردمند شدن قهرمان است؛ خردمند به این معنا که جایگاه خود را در چینش الهی درمی‌یابد. در واقع، داستان شخصی که شگفت‌آورترین تجربه‌ها را از سر گذرانده است که او را شگفت‌آور خردمند می‌کند. از همان سطرهای نخست، شاعر این موضوع را روشن می‌کند که باید انتظار چنین پایانی را داشته باشیم.
او که «دریا» را دید، پی‌ریزی سرزمین،

[آنکه] دانست …، خردمند بود در همه امور...

و [فراگرفت] همگی مجموع حکمت را.

## پادشاهی و جاودانگی
به گفته پیتر مشنیست، در نسخه معیار حماسه چندین مرحله وجود دارد که در طی آن به نظر می‌رسد جاودانگی قابل دسترسی است اما با پیکره‌بندی مجدد و حتی از شالوده خراب کردن، یک به یک رد می‌شوند. حماسه با سرآغاز و اشاره به دیوارهای اوروک و خود شهر شروع می‌شود. در نسخهٔ نئوآشوری حماسه که در نمرود پیدا شده، اشاره مجزایی به صندوق لوح وجود دارد که در پای دیوار دفن شده و درون آن، متن حماسه قرار گرفته است. در این مرحله، تاکیدی بر اهمیت و ارتباط دیوارها و لوح با جاودانگی دیده نمی‌شود. داستان با قهرمانی‌های گیلگمش و انکیدو ادامه پیدا می‌کند. آن دو، نخست هومبابا و سپس نرگاو آسمان را می‌کشند. اما اگر قرار یوده این دستاوردها برایشان جاودانگی (مشهوریت جاودان) به همراه داشته باشد، به دنبال فاجعهٔ پیش‌آمده با ایشتار منتفی می‌شود.
سپس گیلگمش برای دستیابی به جاودانگیِ شخصی به جستجوی اوتنپیشتی می‌رود اما دوباره شکست می‌خورد و حتی غنیمتِ تسلی‌بخش (گیاه بازجوانی) نیز سودی ندارد و شکست دیگری را برایش به دنبال دارد. در پایان بنیانی داستان (لوح XI)، صحنهٔ دیوارهای اوروک و خود شهر بازمی‌گردند. این بازگشت (پس از آورده شدن در سرآغاز حماسه) اهمیت این سطرها را روشن می‌کند. به نظر می‌رسد پاسخی برای پرسش اصلی (جاودانگی) باشند. این جاودانگی، بی‌مرگی شخصی نیست بلکه بقای ساختاری فیزیکی است که گیلگمش به جا می‌گذارد. اما همین پاسخ نیز ، نهایی نیست و به دو صورت زیر سؤال می‌رود.
نخست، نسخهٔ معیار حماسه در هزاره اول پیش از دوران مشترک، لوح دوازدهمی دارد. از زبان انکیدو جهان زیرین به تصویر کشیده می‌شود و او در آنجا حضور دارد. این تصویر پیش از آن در رویای دوم انکیدو در لوح VII پیش‌بینی شده بود. در این تصویرسازی مردگان گرچه به نوعی از حیات پس از مرگ ادامه می‌دهند اما جهان زیرین دهشتناک است و قابل تحمل نیست. چنین مکانی پاسخی برای جاودانگی نمی‌تواند باشد. دیگر اینکه، پیدایی دوبارهٔ دیوارها و شهر اوروک در پایان لوح XI بازگشتی به دیوارها و شهر در لوح I است. این بازگشت در نسخهٔ نئوآشوری با صندوق لوح در پای دیوار ادامه پیدا می‌کند. در اینجا لوح قهرمانی‌های گیلگمش اهمیت جدیدی می‌یابد زیرا محتوای آن نشان می‌دهد که صرفا یک روایت نیست بلکه خود حماسه گیلگمش است. به بیانی دیگر، در نسخه نئوآشوری، فقط دیوارها و شهر اوروک نیستند که برای گیلگمش جاودانگی به همراه دارند بلکه جاودانگی او در خود داستانِ جستجوی جاودانگی (حماسه گیلگمش) است. پس حماسه درباره خود حماسه و بقای آن است. اما این نیز پایان نیست. چه گونه‌ای از جاودانگی در این حماسهٔ دربارهٔ حماسه وجود دارد؟ جاودانگی شخصی که گیلگمش به دنبالش بوده نمی‌تواند باشد. اگر جاودانگی غیرشخصی باشد، در واقع آنچه ارائه می‌شود جستجویی بی‌نتیجه برای بقای شخصی است. علاوه بر این، اگر در پایان حماسه با سرآغاز آن بازگشت می‌شود، پس این جستجوی بی‌نتیجه دوباره تکرار می‌شود و حلقهٔ تکراری است که به هیچ جایی منتهی نمی‌شود.
این تحلیل دو نتیجه به دنبال دارد. نخست آنکه جستجوی معنای جاودانگی در حماسه گیلگمش جستجویی ادامه‌دار است و در طی تاریخ تصنیف حماسه، از یک نسخه به نسخه‌های متوالی اکدی آن ادامه می‌یابد زیرا هر نسخه به نسخه‌های پیشین، یا مطلبی را افزوده و یا اصلاح و دگرگونی در آن ایجاد کرده است. دیگر اینکه، در کل، این جستجوی معنا تردیدی حقیقی بر پادشاهی و جاودانگی (و یا به بیانی دیگر پادشاهی و خدایی (در نتیجه پادشاهی الهی)) می‌افکند. پس‌زمینهٔ این مسئله را به این شکل می‌توان به تصویر کشید: حماسه در نسخهٔ بابلی باستان خود، تلاشی برای اعلام مرگ سنت پادشاهی الهی است که نمونه‌های این سنت در پادشاهان اکد باستان (نارام-سین تا شولگی) دیده می‌شود. خلاصه اینکه، حماسه گیلگمش نه فقط حماسه‌ای دربارهٔ خود بلکه حماسه‌ای است که خود را رد می‌‌کند.

## سرآغاز، خاتمه و پیام حماسه
در ساختار شعر بابلی، هر سطر شامل یک یا دو گزاره است. جمله‌ها طولانی نیست. جمله معمولا در پایان سطر خاتمه می‌یابد، یا نهایتا دو سطر را شامل می‌شود. اما در اغلب اوقات، یک سطر شامل دو گزاره است که همدیگر را تقویت می‌کنند. معمولا چهار سطر دو بیت را تشکیل می‌دهند.

### سرآغاز
او که «دریا» را دید، پی‌ریزی سرزمین،

[آنکه] دانست …، خردمند بود در همه امور!

[گیلگمش، آنکه] «دریا» را دید، پی‌ریزی سرزمین،

[آنکه] دانست …، خردمند بود در همه امور!

[او] … همه‌جا …

و [فراگرفت] همگی مجموع حکمت را.

دید آنچه را نهفته بود، پیدا کرد آنچه را نهان بود،

او آورد داستانی از پیش از «طوفان».

راه درازی آمد، فرسوده بود، آرامش یافت،

و گذاشته شد همه کارهایش بر لوحی از سنگ. (سرآغاز حماسه، سطرهای ۱ تا ۱۰)

بر بالای دیوار اوروک شو و به پس و پیش رو!

پِی‌ریزی‌هایش را برانداز کن، آجرکاری‌اش را ببین!

آجرهایش در کوره پخته نشدند؟

«هفت فرزانه» پی‌ریزی‌هایش را بنیاد نریختند؟

[یک میل مربع است] شهر، [یک میل مربع] بیشه خرما، یک میل مربع است گودال خاک رس، نیم میل مربع معبد ایشتار:

[سه میل مربع] و نیم است گستره اوروک.

[بنگر] صندوق لوح سدر را،

[باز کن] قفل برنزش را!

[بلند کن] سرپوش راز و رمزش را،

[بردار] لوح سنگ لاجورد را و به صدای بلند بخوان

رنجهای گیلگمش، هر آنچه بر او رفت. (سرآغاز حماسه، سطرهای ۱۸ تا ۲۸)
در سرآغاز نسخهٔ بابلی معیار، گیلگمش مردی تصویر می‌شود که به خردمندی دست یافت. او این کار را با از سر گذراندن سختی‌هایی که در سفری طولانی تحمل کرد، انجام داد. او گزارش رنج‌هایش را به صورت لوحی سنگی درون دیوارهایی که دور شهر اوروک ساخت، قرار داد (SB I 1–28). این قطعهٔ شعری، شامل هفت چهارپاره است (عدد هفت در فرهنگ تمدن بابل رقمی خاص بود). این قطعه را معمولاً اثر ویراستاری در زمان بابلی میانه می‌دانند، در سنت بابلی به او نام سین-لقی-اونینی داده شده است. حال و هوای شعر سپس از ضرباهنگ کند و منفعل به ضرباهنگ تند و فعال تغییر می‌کند: کارهای برجسته و قهرمانی‌های گیلگمش در ۹ مزدَوَج خلاصه می‌شود (SB I 29–46). این سرودِ ستایش با عبارتی آغاز می‌شود که در ابتدای نسخهٔ بابلی باستان حماسه آمده است (šūtur eli šarrī).
احتمالاً منشاً همهٔ سرود ستایشی که در نسخهٔ بابلی معیار آمده، از نسخهٔ بابلی باستان باشد. بنابراین شعر در نسخهٔ متأخرش، دارای دو سرآغاز بود که قهرمان را به دو صورت بسیار متفاوت بازتاب می‌دهد: مرد خردمند رنج‌کشیده و پادشاه قهرمان پرشور. سپس به تولد (همراه با نظارت خدایان)، وضعیت نیمه‌الهی، پیکر بزرگ، موی و ریش کلفت و زیبایی خیره‌کنندهٔ  گیلگمش پرداخته می‌شود. این بخش اخیر را می‌توان به صورت قطعه‌ای دیگر شامل هفت مزدَوَج دانست (SB I 47–62). سرانجام روایت آغاز می‌شود: دردسرها و آزارهایی که گیلگمش برای مردان و زنان جوان اوروک ایجاد می‌کند که منجر به شکایت زنان و گوش سپردن خدایان (SB I 63–78) می‌شود. شعر در نسخهٔ بابلی معیار خود، به خصوص در سرآغازش، ساختاری منسجم دارد.
لوح به دست آمده در اوگاریت به درک بهتر و کامل کردن لوح I نسخهٔ بابلی معیار کمک می‌کند. به خصوص در سطری که واژه šupšuḫ آمده و نشان از خردمندی ناشی از شکست که منجر به آرامش درونی گیلگمش شده است، با خود دارد.

### خاتمه و پیام
اور-شانابی، بر بالای دیوار اوروک شو و به پس و پیش رو!

پِی‌ریزی‌هایش را برانداز کن، آجرکاری‌اش را ببین!

آجرهایش در کوره پخته نشدند؟

«هفت فرزانه» پی‌ریزی‌هایش را بنیاد نریختند؟

[یک میل مربع است] شهر، [یک میل مربع] بیشه خرما، یک میل مربع است گودال خاک رس، نیم میل مربع معبد ایشتار:

[سه میل مربع] و نیم است گستره اوروک. (خاتمهٔ حماسه؛ لوح XI، سطرهای ۳۲۳ تا ۳۲۸)
در آخرین لوح حماسه، سطرهای ۳۲۳ تا ۳۲۸ تکرار همان سطرهای سرآغاز حماسه است. دو سطر پایانی لوح که حماسه با آنان خاتمه می‌یابد گرچه به نثر هستند، اما بخشی از روایت شعر حماسه محسوب می‌شوند. این نثرِ دو سطری و چهار سطر قبل از آن که به شعر هستند، تکرار همان سرآغاز حماسه هستند؛ با این تفاوت که خطاب به اور-شانابی بیان می‌شوند. اینجا، پایان و خاتمه حماسه است. این بخش پانویس نیست، نثری است که در روایت شعر به کار رفته است. شاعر از آوردن آن در اینجا، آن هم برخلاف ساختار رایج شعر بابلی، پیامی برای خواننده داشته است. برای سال‌ها، آشورشناسان گمان می‌کردند که پایان شعر تنها درباره یادگار ماندگار گیلگمش (دیوارهای اوروک) است. اما به بخش نثر توجهی نشد که درباره شهر است. بخش‌های گوناگون شهر را توصیف می‌کند: بخش مسکونی شهر (زندگی خانوادگی و زاد و ولد)؛ تولید غذا؛ صنعت تولید و آخرین بخش، معبد است که نماینده زندگانی معنوی و روشنفکرانه است.
گیلگمش به خانه برگشته است، کار خود را به انجام رسانده‌است. او خسته و ساکن شده‌است. چیز دیگری قرار نیست در زندگی وی اتفاق بیفتد. گیلگمش به همراهش (اور-شانابی) می‌گوید بر بالای دیوار اوروک برو و شهر را مشاهده کن. چه می‌بینی، زندگانی بشری را خواهی دید، پرده پایین می‌افتد و روایت خاتمه می‌یابد.
پیام شاعر چنین است: افراد به جستجوی فردی خود دست می‌زنند. گاهی به آنچه می‌خواهند دست می‌یابند و اغلب به آنچه می‌خواهند دست نمی‌یابند. باید با حقیقت زندگی بشری کنار بیایند که همان مرگ انسان است. اما زندگی بشری دیگری نیز هست که فردی نیست؛ و آن زندگی اجتماعی است. باید به یاد داشت تمدن بابل تمدنی مدرن نیست که در آن بر آزادی فردی تاکید شده باشد. در تمدن مدرن، بر جایگاه فرد و حقوق فرد تاکید می‌شود. اما در تمدن بابل بر ارزش‌های اجتماعی و زندگی کردن بر مبنای آن تاکید می‌شد. شاعر می‌گوید فرد، موجودی یک‌روزه است (قدیمی‌ترین استفاده از یک‌روزه برای اشاره به زندگی کوتاه انسان) که بدون بر جا گذاشتن اثری از بین می‌رود. اما زندگانی بشری که نمادش شهر است، برای همیشه بر جا خواهد ماند.

## یادداشت
1. ↑  این سطر استعاره است، به معنای «وقتی که خدایان (مانند) انسان‌ها بودند» (مجبور به کار کردن بودند). این به آن معنا نیست که خدایان واقعا انسان بودند، بیشتر منظور این است که مانند انسان‌ها مجبور به کار بودند. از واژه مفرد «انسان» به جای «انسان‌ها» استفاده شده و انگار شاعر قصد داشته در سطر آغازینش با دو کلمه «خدا» و «انسان» بازیِ هنری کند.[۱۱]
2. ↑  برای بررسی تطبیقی به جدول ص ۱۸۳ در کتاب مراجعه شود.
3. ↑  از اینجا، متن افتادگی دارد و با لوح سیپار (بابلی باستان) پر می‌شود.
4. ↑  متن لوح X ادامه پیدا می‌کند.
5. ↑  به بخش پایانی آترام-هاسیس اشاره شده است.
6. ↑  متن در این بخش، افتادگی زیادی دارد اما لب کلام به نقل از اندرو جرج در پاراگراف اول بخش تفسیر آمده است.
7. ↑  در اینجا ساختار کشتی با جزئیات بیان می‌شود.
8. ↑  در اینجا اوتا-ناپیشتی از شخصی که درزگیری‌های کشتی را انجام داده نام می‌برد (پوزور-انلیل کشتی‌ساز) و می‌گوید کاخ خود و آنچه در آن بوده را به او داده است.
9. ↑  نقل نظر دمراش[۵۵]
10. ↑  کتاب دوم جرج، ص۹۵ تا انتهای ص۹۹ («گذر از اقیانوس» در بخش «گیلگمش قهرمان») پرداختن به اوتنپیشتی (و زیوسودرا) در سنت‌های طلسمی، مرگ بیلگمس و حاکمان نخستین / همان، «اوتنپیشتی، پسر اوبار-توتو» ص۱۵۲ تا انتهای ۱۵۵
11. ↑  کتاب اول فاستر، ویلیام موران، نیمهٔ دوم ص۱۸۰
12. ↑  کتاب اول فاستر، ویلیام موران، نیمهٔ دوم ص۱۸۱
13. ↑  در اینجا، اندرو جرج خلاصه و تفسیری از حماسه آترام-هاسیس را می‌آورد.
14. ↑  کتاب اول فاستر، ویلیام موران، نیمهٔ ص۱۷۵ تا نیمهٔ ۱۷۸
15. ↑  anih (بابِلی)
16. ↑  shupshuh (بابِلی)
17. ↑  shakin (بابِلی)
18. ↑  به گفته اندرو جرج، این بخش بسیار غریب است. به نثر است. شاعران بابلی در شعر خود نثر قرار نمی‌دادند و اگر این شاعر این کار را انجام داده‌است به دلیل مهمی بوده‌است. این بخش، پانویس نیست، اهمیت زیادی دارد که در خاتمه حماسه به آن برخواهیم گشت. در بخش پس از آن نیز که دوباره شعر از سر گرفته می‌شود، برخلاف معمول شعر بابلی که در بیت‌های دوتایی بیان می‌شود، از پنج سطر (و نه چهار سطر معمول) تشکیل شده‌است. سطر پنجم به همان اندازه بخش نثر در ساختار شعر بابلی غریب است. شاعر می‌خواهد به این بخش‌ها توجه ویژه‌ای شود.[۳۸]
19. ↑  نسخهٔ معیار با تکرار و بسط سرآغاز نسخهٔ بابلی باستان شروع می‌شود. سطر ۲۷ (بنا به خوانش کواکس) نخستین سطر نسخهٔ دومی دانسته می‌شود. بنابراین سطرهای ۱ تا ۲۶ افزوده‌ای پسین است که احتمالا سین-لقی-اونینی آن را انجام داده است. سرآغاز پیشین، سرودی در ستایش گیلگمش است. اما در سطرهای ۱ تا ۲۶ گیلگمشِ بسیار متفاوتی وجود دارد: گیلگمشی که رنج برده و فرسوده است (گیلگمشی بشری).[۸۵] گیلگمش نه فقط نیرومند است بلکه به خردمندی دست یافته و در نتیجه، پادشاهی کامل است. باید به این نکته توجه شود که سرآغاز مخاطب دومی را خطاب قرار می‌دهد. نویسنده، یک آوازخوان یا قاری نیست، و مخاطب او گروهی از شنوندگان نیستند بلکه فردی است که لوح را در دست دارد. اگرچه گیلگمش «فرسوده» است اما به «آرامش» دست یافته است.[۸۶] (توضیحی منطبق با تفسیر مشنیست)[۸۷] همانطور که بسیاری از مفسران مدرن بیان کرده‌اند، حماسه گونه‌ای از آموزش و بالغ شدن گیلگمش است.[۸۸]
20. ↑  پرداختن دقیق جرج به سرآغاز در لوح I[۸۹]
21. ↑  کتاب اول فاستر، ویلیام موران، نیمهٔ اول ص۱۸۲
22. ↑  سه متن در پیوست کتاب اول جرج: نینسون-انکیدو (گردنبند)؛ شیدوری-گیلگمش (در را بستن)؛ آغاز طوفان. / سه متن در سخرانی جرج در موزهٔ هاروارد: آغاز طوفان؛ انکیدو-شمهات؛ شیدوری-گیلگمش (نصیحت)
23. ↑  مقاله جری کوپر (ارجاع جرج در کتاب دوم در پانویس ۱۰۸ ص۴۰ به این مقاله)

## واژگان
1. ↑  life of distant days
2. ↑  he found life
3. ↑  Ullu